# Всеволод Юрьевич (князь новгородский)
Все́волод Ю́рьевич (в крещении Димитрий) (23 октября 1213, Владимир — 7 февраля 1238, Владимир) — князь новгородский, старший сын великого князя Владимирского Юрия Всеволодовича. Мать — дочь Всеволода Чермного Агафья. Святой, мученик Русской Православной Церкви; память: 4 февраля и 23 июня (в Соборе Владимирских святых) по юлианскому календарю.

## Ранняя биография
Всеволод получил княжеское и крестильное имена в честь деда — Великого князя Владимирского Всеволода Юрьевича. Со времени князя Всеволода Большое Гнездо, который построил во Владимире княжеский домашний храм в честь великомученика Димитрия Солунского, в Северо-Восточной Руси стал особенно почитаться этот святой, его имя стало предпочтительным в княжеской среде для посвящения мальчиков.
В 1222 году новгородцы просили себе князя у Юрия, и последний отпустил к ним Всеволода, почти еще младенца, с руководителями-боярами, а для ведения войны с крестоносцами в том же году прислал в Новгород брата своего Святослава. 12-тысячное русское войско в союзе с литовцами осадило ливонский замок Кесь. Но бояре, бывшие при юном Всеволоде, не ужились с новгородцами, и в 1222 году Всеволод покинул Новгород. На новую просьбу новгородцев о князе Юрий ответил присылкой к ним своего брата Ярослава, после похода под Ревель оставившего Новгород.
Юрий в 1224 году снова прислал в Новгород сына Всеволода, который в 1224 году опять выехал из последнего в Торжок. В Торжок к сыну пришёл сам Юрий с братьями Ярославом, Святославом, шурином Михаилом Черниговским и князем Ростовским Васильком, и потребовал выдать ему 7 видных новгородских бояр, в случае несогласия угрожая походом на Новгород. Но новгородцы приготовились к обороне, и Юрий удовольствовался откупом в 7000 гривен и назначением на княжение в Новгород Михаила, а Всеволод уехал с отцом во Владимир.
15 августа 1224 года крестоносцы осадили русский гарнизон (200 чел.) во главе с князем Вячко в Юрьеве. По сообщениям Генриха Латвийского, Вячко ожидал помощи от русских княжеств, и такая помощь действительно была послана, но войско успело дойти только до Пскова. Юрьев пал, Вячко погиб (Новгородская летопись ставит это известие между приездом Всеволода в Новгород и его отъездом в Торжок), а взятый в плен крестоносцами «вассал великого князя суздальского» был отпущен на Русь с вестью о падении города.

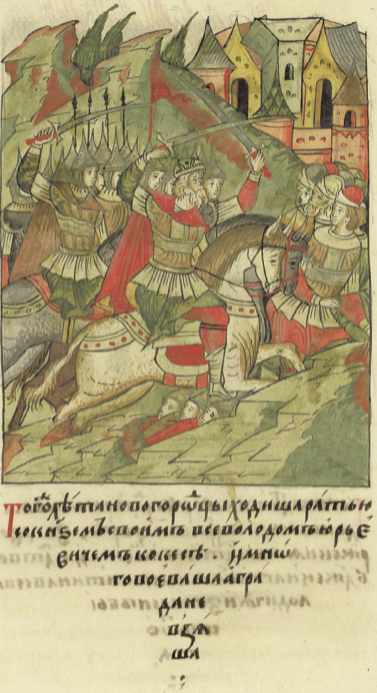
Всеволод осаждает Кесь

Всеволод ходил на мордву в 1232 году.

## Монгольское нашествие
В 1237 году с князем Рязанским Романом Ингваричем, владимирским воеводой Еремеем Глебовичем и «всими людьми» послан был к Коломне встретить татар, в битве с которыми потерял воеводу, а сам в «мале дружине» бежал во Владимир. Здесь, для встречи татар, он оставлен был отцом вместе с другим сыном Юрия, Мстиславом. Когда татары осадили город, они предложили русским сдаться в обмен на сохранение жизни захваченного ими накануне брата Всеволода и Мстислава первого князя Московского Владимира Юрьевича. Когда братья, оборонявшие город, отказались, татары предали казни Владимира перед Золотыми воротами.
Казнь Владимира произвела на его братьев нужный монголам эффект: они обратились к воеводе Петру Ослядюковичу с просьбой сделать вылазку и дать открытый бой татарам за стенами Владимира:

 братья луче ны єсть оумрети перед Золотыми враты за святую Богородицю и за правовѣрную вѣру х[рист]ьаньскую.
Но Пётр наотрез отказался. 7 февраля 1238 года монголы захватили укрепления Нового города. Князья и их семьи, епископ Митрофан перешли в Печерний город, где владыка вместе с княгинями, княжнами и детьми затворился в Успенском соборе.
Далее Галицко-Волынская летопись, ни разу не упоминающая Мстислава Юрьевича, рассказывает о выходе Всеволода с дарами к Батыя с целью заключения мира. Однако, Батый приказал его убить, после чего монголы взяли последние укрепления города:

 яко свѣрпъıи звѣрь не пощади оуности его, велѣ предъ собою зарѣзати и градъ вѣсь избье, епископоу же преподобномоу во цѣрквь оубѣгшоу со княгинею и с дѣтми и повѣлѣ нечѣстивыи огнемь зажещи.
Накануне гибели Всеволод принял от владыки Митрофана иноческий образ. По взятии татарами Владимира он был найден вне городской черты и похоронен вместе с братом Мстиславом в Георгиевском приделе Успенского собора.

## Семья и дети
Жена — с 1230 года Марина, дочь Владимира Рюриковича Киевского. Известно, что у Всеволода были дочь Евдокия и сын Авраамий. Последний, возможно, получил своё крещальное имя в память мученика Авраамия Болгарского. За десять лет до нашествия на Русь кочевников-монголов купец Авраамий был умерщвлён в Волжской Булгарии за то, что не отрёкся от Христа. Юрий Всеволодович повелел перенести его мощи из Булгара во Владимир. Всеволод участвовал в 1230 году в торжествах по прославлению мученика и положению его мощей в собор Княгинина в честь Успения Пресвятой Богородицы женского монастыря. Дети Всеволода, по всей видимости, также как и его жена, погибли в дымном угаре вместе со всеми запертыми в Успенском соборе во время взятия Владимира татарами — см. Владимирские мученики.